# Larissa Luz
Larissa Luz de Jesus (Salvador, 15 de maio de 1987) é uma cantora e compositora brasileira. Foi vocalista da banda de axé Ara Ketu entre 2007 e 2012. Larissa se identifica como parte dos movimentos afrofuturismo e afro-punk.

## Biografia

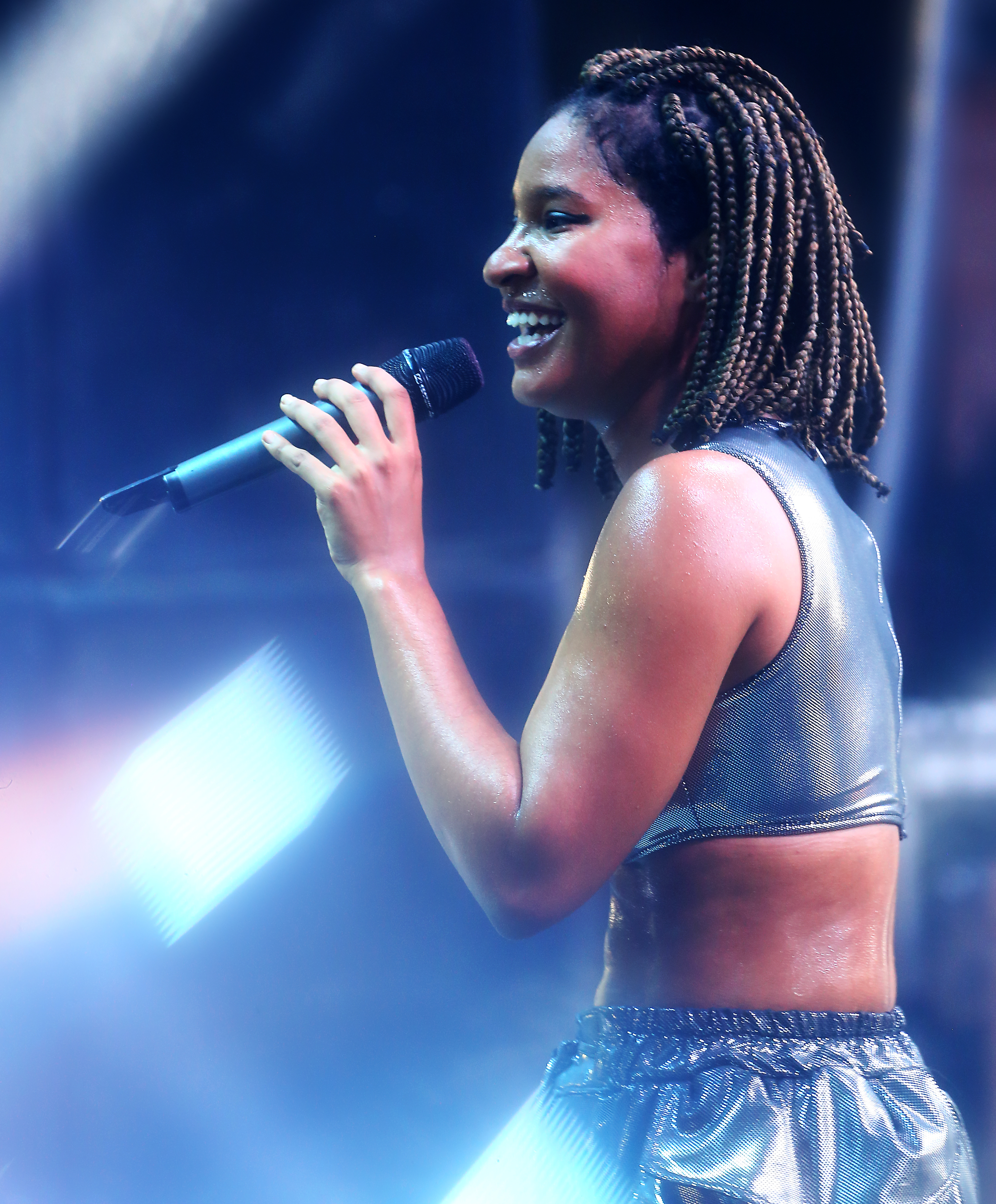
Luz na Virada Sustentável 2019 em Fortaleza

Larissa Luz nasceu em Salvador, Bahia, em 1987. Filha de uma professora de português chamada Regina Luz e cresceu em meio a livros e música. Aos dez anos começou a cursar canto e teclado no curso Tom Musical com a professora Soraya Aboim. Desde então não parou mais. Seguiu com o propósito de ser cantora e fez curso livre de violão na UFBA e teatro. Começou então a apresentar-se em shopping. Participou de outros movimentos artísticos como por exemplo concurso de desenho e sua peça tornou-se conhecida em toda a Bahia.
Ao longo dos anos, foi aprimorando seus conhecimentos na área da música e do teatro deixando para trás o desenho. Cantou em bares de Salvador, como o Pedra da Sereia, depois na banda Lucy in the Sky, Egrégoras e no grupo Interart ela fez diversas apresentações em navios. Larissa integrou a banda Ara Ketu entre 2007 e 2012, quando o antigo vocalista, Tatau, voltou a fazer parte do grupo.
Foi indicada ao Grammy Latino de 2016 na categoria de Melhor Álbum Pop Contemporâneo em Língua Portuguesa pelo álbum Território Conquistado.
Em 2018, interpretou Elza Soares na peça de teatro musical "Elza".
Em 2019, foi a intérprete oficial da São Clemente, onde formou trio com Bruno Ribas e Leozinho Nunes. Seu disco Trovão foi eleito um dos 25 melhores álbuns brasileiros do primeiro semestre de 2019 pela Associação Paulista de Críticos de Arte.

## Filmografia

### Televisão
| Ano           | Título                   | Papel                   | Notas                 |
| ------------- | ------------------------ | ----------------------- | --------------------- |
| 2022–presente | Saia Justa               | Apresentadora           | [ 9 ]                 |
| 2023          | The Masked Singer Brasil | Participante (2º lugar) | Temporada 3           |
| 2025          | Encantado's              | Márcia Aguiar           | Episódio: "Bate-Bola" |

### Cinema
| Ano  | Título                       | Papel                  | Notas        |
| ---- | ---------------------------- | ---------------------- | ------------ |
| 2017 | Um Tio Quase Perfeito        | Nina                   | [ 11 ]       |
| 2022 | Beleza da Noite              | Michellini             |              |
| 2023 | Um Ano Inesquecível - Outono | Sofia                  | [ 12 ]       |
| 2023 | Mussum, o Filmis             | Elza Soares            |              |
| 2024 | Evidências do Amor           | Luana                  |              |
| 2024 | Arca de Noé                  | Galinha-d'angola (voz) | Voz original |

## Discografia
Álbuns de estúdio
- 2012: Mundança
- 2016: Território Conquistado
- 2019: Trovão